# Келерин Карфагенский
Келерин (лат. Celerinus; умер в 258) — святой исповедник Карфагенский. День памяти — 3 февраля.
Святой Келерин пострадал в Карфагене во времена правления императора Декия, но остался жив и был рукоположён во диакона св. Киприаном, епископом Карфагенским. Его дядья и тётка свв. Лавренитин, Лаврентий и Клерина были умучены в Карфагене.